# 官吏分限令
官吏分限令（かんりぶんげんれい、明治32年勅令第62号）は、文官任用令が適用される官吏の身分保障に関する勅令である。当初は「文官分限令」の題名で制定されたが、1946年に「官吏分限令」と改題された。
廃止の措置はとられていないが、国家公務員法の施行および逐次適用に伴って次第に実効性を喪失し、1952年（昭和27年）6月1日人事院規則11-4の制定に伴い設けられた人事院規則1-4第11項により、一般職の職員については、国家公務員法の規定が適用せられるまでの官吏の任免等に関する法律第1項に基づき従前の例による対象から除外されている。

## 概要
- 親任官のように文官任用令の適用を受けることなく自由に任用される官吏には適用されず、それら以外の一般文官に適用される。
- 免官：官吏は禁錮以上の宣告、懲戒免官の処分または文官分限令の規定によらなければ官を免ぜられることはない（2条）。
  - 文官分限令による免官の事由は、
    1. 不具、廃疾により、または身体もしくは精神の衰弱により、職務を執るに堪えないとき。
    2. 傷痍を受けもしくは疾病にかかりその職に堪えないことにより、または自己の便宜により免官を願い出たとき。
    3. 官制または定員の改正により過員を生じたとき（3条1項）。
- 退官：退官となるのは、
  1. 廃官もしくは廃庁の場合。
  2. 官制または定員の改正により過員を生じたためもしくは官庁事務の都合により休職を命ぜられ満期に至ったとき（4条、5条）。
- 休職：休職を命じるのは、
  1. 懲戒令の規定により懲戒委員会の審査に付されたとき。
  2. 刑事事件に関し告訴もしくは告発されたとき。
  3. 官制または定員の改正により過員を生じたとき。
  4. 官庁事務の都合により必要なとき。

  - 休職の期間は、(1)、(2)の場合はその事件の懲戒委員会または裁判所に繋属中とし、(3)、(4)の場合は高等官では満2年、判任官では満1年である（11条）。
  - 休職を命じられた者には休職中、俸給の3分の1を給する（13条）。
  - (3)、(4)の休職者には本属長官は事務の都合によりいつでも復職を命じることができる（12条2項）。
  - 休職は勅任官では内閣総理大臣が奏請し、裁可によって行ない、奏任官では内閣総理大臣の認可を経て本属長官が行なう（14条2項）。
  - 判任官の休職は、任命した行政官庁に属する。
- 免官は勅任官では内閣総理大臣、奏任官では内閣総理大臣を経て本属長官が奏請し裁可によって行なう（14条1項）。

1932年、11条に大きな改正が加えられ、行政官の地位身分を保障するために官庁事務の都合により休職を命じるときは高等官では文官高等分限委員会（内閣総理大臣を会長とし、大審院長、会計検査院長、行政裁判所長官、枢密院顧問官、官分限令ノ適用ヲ受クル勅任文官3人の計8人で構成）、判任官では文官普通分限委員会の諮問を経ることを要するとされた。ただし本人の同意のあるときは諮問に付さないことができる規定である。